# ISU Grand Prix w łyżwiarstwie figurowym 2015/2016
ISU Grand Prix w łyżwiarstwie figurowym 2015/2016 – 21. edycja zawodów w łyżwiarstwie figurowym. Zawodnicy podczas sezonu wystąpili w siedmiu zawodach cyklu rozgrywek. Rywalizacja rozpoczęła się w Milwaukee 22 października, a zakończyła we hiszpańskiej Barcelonie finałem Grand Prix, który odbył się w dniach 10–13 grudnia 2015 roku.

## Kalendarium zawodów
| Lp. | Data                               | Miejsce    | Zawody                     | Źr. |
| --- | ---------------------------------- | ---------- | -------------------------- | --- |
| 1   | 23–25 października 2015            | Milwaukee  | Skate America              |     |
| 2   | 30 października – 1 listopada 2015 | Lethbridge | Skate Canada International |     |
| 3   | 6–8 listopada 2015                 | Pekin      | Cup of China               |     |
| 4   | 13–15 listopada 2015               | Bordeaux   | Trophée Éric Bompard       |     |
| 5   | 20–22 listopada 2015               | Moskwa     | Rostelecom Cup             |     |
| 6   | 27–29 listopada 2015               | Nagano     | NHK Trophy                 |     |
| 7   | 10–13 grudnia 2015                 | Barcelona  | Finał Grand Prix           |     |

## Medaliści

### Soliści
| Zawody                     | 1. miejsce       | 2. miejsce       | 3. miejsce       | Źr.   |
| -------------------------- | ---------------- | ---------------- | ---------------- | ----- |
| Skate America              | Max Aaron        | Shōma Uno        | Jason Brown      | [ 1 ] |
| Skate Canada International | Patrick Chan     | Yuzuru Hanyū     | Daisuke Murakami | [ 2 ] |
| Cup of China               | Javier Fernández | Jin Boyang       | Yan Han          | [ 3 ] |
| Trophée Éric Bompard       | Shōma Uno        | Maksim Kowtun    | Daisuke Murakami | [ 4 ] |
| Rostelecom Cup             | Javier Fernández | Adjan Pitkiejew  | Ross Miner       | [ 5 ] |
| NHK Trophy                 | Yuzuru Hanyū     | Jin Boyang       | Takahito Mura    | [ 6 ] |
| Finał Grand Prix           | Yuzuru Hanyū     | Javier Fernández | Shōma Uno        | [ 7 ] |

### Solistki
| Zawody                     | 1. miejsce              | 2. miejsce               | 3. miejsce         | Źr.    |
| -------------------------- | ----------------------- | ------------------------ | ------------------ | ------ |
| Skate America              | Jewgienija Miedwiediewa | Gracie Gold              | Satoko Miyahara    | [ 8 ]  |
| Skate Canada International | Ashley Wagner           | Jelizawieta Tuktamyszewa | Yuka Nagai         | [ 9 ]  |
| Cup of China               | Mao Asada               | Rika Hongo               | Jelena Radionowa   | [ 10 ] |
| Trophée Éric Bompard       | Gracie Gold             | Julija Lipnicka          | Roberta Rodeghiero | [ 11 ] |
| Rostelecom Cup             | Jelena Radionowa        | Jewgienija Miedwiediewa  | Adelina Sotnikowa  | [ 12 ] |
| NHK Trophy                 | Satoko Miyahara         | Courtney Hicks           | Mao Asada          | [ 13 ] |
| Finał Grand Prix           | Jewgienija Miedwiediewa | Satoko Miyahara          | Jelena Radionowa   | [ 14 ] |

### Pary sportowe
| Zawody                     | 1. miejsce                         | 2. miejsce                             | 3. miejsce                              | Źr.    |
| -------------------------- | ---------------------------------- | -------------------------------------- | --------------------------------------- | ------ |
| Skate America              | Sui Wenjing / Han Cong             | Alexa Scimeca / Chris Knierim          | Julianne Séguin / Charlie Bilodeau      | [ 15 ] |
| Skate Canada International | Meagan Duhamel / Eric Radford      | Jewgienija Tarasowa / Władimir Morozow | Kirsten Moore-Towers / Michael Marinaro | [ 16 ] |
| Cup of China               | Yūko Kawaguchi / Aleksandr Smirnow | Sui Wenjing / Han Cong                 | Yu Xiaoyu / Jin Yang                    | [ 17 ] |
| Trophée Éric Bompard       | Tetiana Wołosożar / Maksim Trańkow | Vanessa James / Morgan Ciprès          | Julianne Séguin / Charlie Bilodeau      | [ 18 ] |
| Rostelecom Cup             | Ksienija Stołbowa / Fiodor Klimow  | Yūko Kawaguchi / Aleksandr Smirnow     | Peng Cheng / Zhang Hao                  | [ 19 ] |
| NHK Trophy                 | Meagan Duhamel / Eric Radford      | Yu Xiaoyu / Jin Yang                   | Alexa Scimeca / Chris Knierim           | [ 20 ] |
| Finał Grand Prix           | Ksienija Stołbowa / Fiodor Klimow  | Meagan Duhamel / Eric Radford          | Yūko Kawaguchi / Aleksandr Smirnow      | [ 21 ] |

### Pary taneczne
| Zawody                     | 1. miejsce                        | 2. miejsce                             | 3. miejsce                             | Źr.    |
| -------------------------- | --------------------------------- | -------------------------------------- | -------------------------------------- | ------ |
| Skate America              | Madison Chock / Evan Bates        | Wiktorija Sinicyna / Nikita Kacałapow  | Piper Gilles / Paul Poirier            | [ 22 ] |
| Skate Canada International | Kaitlyn Weaver / Andrew Poje      | Maia Shibutani / Alex Shibutani        | Jekatierina Bobrowa / Dmitrij Sołowjow | [ 23 ] |
| Cup of China               | Anna Cappellini / Luca Lanotte    | Madison Chock / Evan Bates             | Jelena Ilinych / Rusłan Żyganszyn      | [ 24 ] |
| Trophée Éric Bompard       | Madison Hubbell / Zachary Donohue | Piper Gilles / Paul Poirier            | Aleksandra Stiepanowa / Iwan Bukin     | [ 25 ] |
| Rostelecom Cup             | Kaitlyn Weaver / Andrew Poje      | Anna Cappellini / Luca Lanotte         | Wiktorija Sinicyna / Nikita Kacałapow  | [ 26 ] |
| NHK Trophy                 | Maia Shibutani / Alex Shibutani   | Jekatierina Bobrowa / Dmitrij Sołowjow | Madison Hubbell / Zachary Donohue      | [ 27 ] |
| Finał Grand Prix           | Kaitlyn Weaver / Andrew Poje      | Madison Chock / Evan Bates             | Anna Cappellini / Luca Lanotte         | [ 28 ] |

## Klasyfikacje punktowe
| Miejsce w zawodach | Liczba punktów   | Liczba punktów              |
| Miejsce w zawodach | Soliści Solistki | Pary sportowe Pary taneczne |
| ------------------ | ---------------- | --------------------------- |
| 1.                 | 15               | 15                          |
| 2.                 | 13               | 13                          |
| 3.                 | 11               | 11                          |
| 4.                 | 9                | 9                           |
| 5.                 | 7                | 7                           |
| 6.                 | 5                | 5                           |
| 7.                 | 4                | —                           |
| 8.                 | 3                | —                           |

Awans do finału Grand Prix zdobywa 6 najlepszych zawodników/par w każdej z konkurencji.
Z powodu odwołania drugiej części zawodów Trophée Éric Bompard 2015 (programy i tańce dowolne) 14 listopada 2015 roku w związku z zamachami terrorystycznymi w Paryżu, Międzynarodowa Unia Łyżwiarska (ISU) zaprosiła zawodników zajmujących miejsce 7. w klasyfikacji punktowej cyklu, którzy brali udział we francuskich zawodach, do udziału w finale Grand Prix. Z zaproszenia skorzystała kanadyjska para sportowa Julianne Seguin / Charlie Bilodeau.
Pomimo uzyskania kwalifikacji do finału Grand Prix, z zawodów finałowych wycofała się chińska para sportowa Sui Wenjing / Han Cong. Zostali zastąpieni przez chińską parę Peng Cheng / Zhang Hao, która zajmowała 8. miejsce w klasyfikacji punktowej.
| Poz.                                           | Zawodnik                                       | Punkty                                         |
| Miejsca 1–6: kwalifikacja do Finału Grand Prix | Miejsca 1–6: kwalifikacja do Finału Grand Prix | Miejsca 1–6: kwalifikacja do Finału Grand Prix |
| ---------------------------------------------- | ---------------------------------------------- | ---------------------------------------------- |
| 1                                              | Javier Fernández                               | 30                                             |
| 2                                              | Yuzuru Hanyū                                   | 28                                             |
| 3                                              | Shōma Uno                                      | 28                                             |
| 4                                              | Jin Boyang                                     | 26                                             |
| 5                                              | Patrick Chan                                   | 22                                             |
| 6                                              | Daisuke Murakami                               | 22                                             |
| Miejsca 7–9: rezerwa do Finału Grand Prix      |                                                |                                                |
| 7                                              | Yan Han                                        | 20                                             |
| 8                                              | Max Aaron                                      | 19                                             |
| 9                                              | Adjan Pitkiejew                                | 18                                             |

| Poz.                                           | Zawodniczka                                    | Punkty                                         |
| Miejsca 1–6: kwalifikacja do Finału Grand Prix | Miejsca 1–6: kwalifikacja do Finału Grand Prix | Miejsca 1–6: kwalifikacja do Finału Grand Prix |
| ---------------------------------------------- | ---------------------------------------------- | ---------------------------------------------- |
| 1                                              | Gracie Gold                                    | 28                                             |
| 2                                              | Jewgienija Miedwiediewa                        | 28                                             |
| 3                                              | Satoko Miyahara                                | 26                                             |
| 4                                              | Mao Asada                                      | 26                                             |
| 5                                              | Jelena Radionowa                               | 26                                             |
| 6                                              | Ashley Wagner                                  | 24                                             |
| Miejsca 7–9: rezerwa do Finału Grand Prix      |                                                |                                                |
| 7                                              | Rika Hongo                                     | 20                                             |
| 8                                              | Jelizawieta Tuktamyszewa                       | 20                                             |
| 9                                              | Courtney Hicks                                 | 18                                             |

| Poz.                                           | Zawodnicy                                      | Punkty                                         |
| Miejsca 1–6: kwalifikacja do Finału Grand Prix | Miejsca 1–6: kwalifikacja do Finału Grand Prix | Miejsca 1–6: kwalifikacja do Finału Grand Prix |
| ---------------------------------------------- | ---------------------------------------------- | ---------------------------------------------- |
| 1                                              | Meagan Duhamel / Eric Radford                  | 30                                             |
| 2                                              | Yūko Kawaguchi / Aleksandr Smirnow             | 28                                             |
| 3                                              | Sui Wenjing / Han Cong                         | 28                                             |
| 4                                              | Ksienija Stołbowa / Fiodor Klimow              | 24                                             |
| 5                                              | Alexa Scimeca / Chris Knierim                  | 24                                             |
| 6                                              | Yu Xiaoyu / Jin Yang                           | 24                                             |
| Miejsca 7–9: rezerwa do Finału Grand Prix      |                                                |                                                |
| 7                                              | Julianne Seguin / Charlie Bilodeau             | 22                                             |
| 8                                              | Peng Cheng / Zhang Hao                         | 20                                             |
| 9                                              | Vanessa James / Morgan Ciprès                  | 18                                             |

| Poz.                                           | Zawodnicy                                      | Punkty                                         |
| Miejsca 1–6: kwalifikacja do Finału Grand Prix | Miejsca 1–6: kwalifikacja do Finału Grand Prix | Miejsca 1–6: kwalifikacja do Finału Grand Prix |
| ---------------------------------------------- | ---------------------------------------------- | ---------------------------------------------- |
| 1                                              | Kaitlyn Weaver / Andrew Poje                   | 30                                             |
| 2                                              | Madison Chock / Evan Bates                     | 28                                             |
| 3                                              | Anna Cappellini / Luca Lanotte                 | 28                                             |
| 4                                              | Maia Shibutani / Alex Shibutani                | 28                                             |
| 5                                              | Madison Hubbell / Zachary Donohue              | 26                                             |
| 6                                              | Jekatierina Bobrowa / Dmitrij Sołowjow         | 24                                             |
| Miejsca 7–9: rezerwa do Finału Grand Prix      |                                                |                                                |
| 7                                              | Wiktorija Sinicyna / Nikita Kacałapow          | 24                                             |
| 8                                              | Piper Gilles / Paul Poirier                    | 24                                             |
| 9                                              | Aleksandra Stiepanowa / Iwan Bukin             | 20                                             |